# Lentigobalcis punctozonata
Lentigobalcis punctozonata is een slakkensoort uit de familie van de Eulimidae. De wetenschappelijke naam van de soort is voor het eerst geldig gepubliceerd in 1961 door Habe.